# Gare de Mirecourt
Gare de Mirecourt vasútállomás Franciaországban, Mirecourt településen.

## Vasútvonalak
Az állomást az alábbi vasútvonalak érintik:
- Jarville-la-Malgrange–Mirecourt-vasútvonal
- Neufchâteau-Épinal-vasútvonal

## Kapcsolódó állomások
A vasútállomáshoz az alábbi állomások vannak a legközelebb:
- Gare de Diarville
- Gare d’Hymont - Mattaincourt